# П'яцца-Брембана
П'яцца-Брембана (італ. Piazza Brembana) — муніципалітет в Італії, у регіоні Ломбардія,  провінція Бергамо.
П'яцца-Брембана розташовані на відстані близько 510 км на північний захід від Рима, 70 км на північний схід від Мілана, 28 км на північ від Бергамо.
Населення — 1230 осіб (2014).

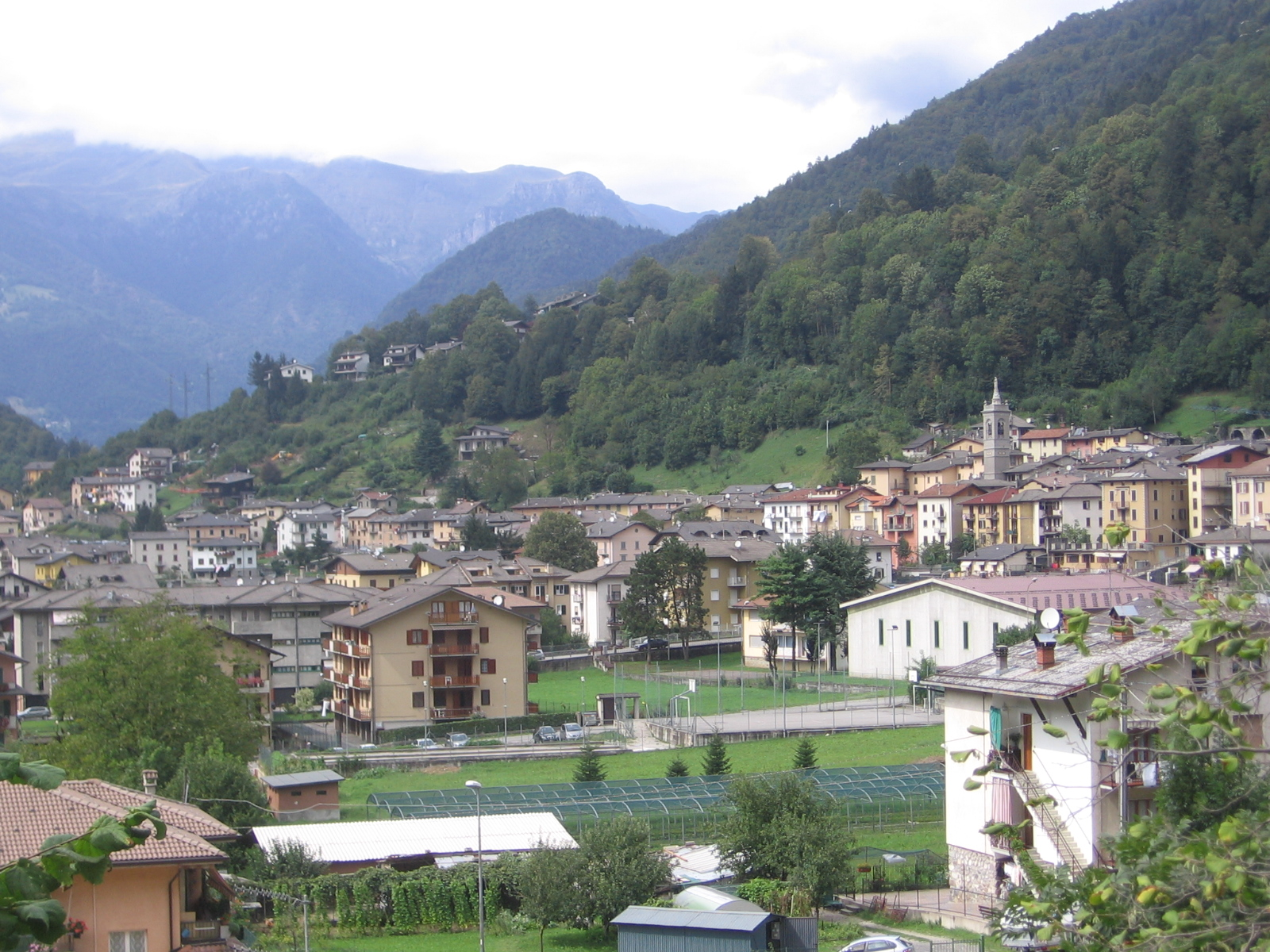

Щорічний фестиваль відбувається 11 листопада. Покровитель — святий Мартин.

## Демографія
Населення за роками:

Станом на 1 січня 2023 року в муніципалітеті офіційно проживали 64 іноземці з 20 країн, серед них 11 громадян країн Євросоюзу та 8 громадян України.

## Сусідні муніципалітети
- Камерата-Корнелло
- Кассільйо
- Ленна
- Ольмо-аль-Брембо
- П'яццоло
- Вальнегра